# فيل كاميرون
فيل كاميرون (بالإنجليزية: Phil Cameron)‏ هو رائد أعمال بريطاني، ولد في 14 نوفمبر 1972 في بادنغتون في المملكة المتحدة.